# Ardisia nervosissima
Ardisia nervosissima är en viveväxtart som beskrevs av Cyrus Longworth Lundell. Ardisia nervosissima ingår i släktet Ardisia och familjen viveväxter. Inga underarter finns listade i Catalogue of Life.